# П'єзометрична площина
П'єзометрична площина

П'єзометрична площина П-П при визначенні гідростатичного тиску у закритій посудині.

Площину, у всіх точках якої тиск дорівнює атмосферному, називають п’єзометричною площиною П–П (рис.), яка у відкритій посудині збігається з вільною поверхнею. У закритій посудині п’єзометрична площина може бути розташована вище вільної поверхні або нижче неї.